# Tetrasacàrid
Un tetrasacàrid és un oligosacàrid que pot hidrolitzar-se en quatre molècules de monosacàrid, que poden ser iguals o diferents. Per exemple, l'estaquiosa origina per hidròlisi una molècula de glucosa, una de fructosa i dues de galactosa.
La fórmula general d'un tetrasacàrid és C24H42O21.